# Barcoo
Barcoo je rijeka u Australiji duga 379,6 km, koja zajedno s rijekom Thomson stvara rijeku Cooper Creek. 

## Zemljopisne karakteristike
Barcoo izvire na sjevernim obroncima masiva Warrego u Queenslandu, nakon tog teče prema sjeverozapadu do Blackalla gdje prima svoju najveću pritoku Alice, nadalje teče prema jugozapadu, prolazi gradić Isisford i nakon tog se spaja s rijekom Thomson, i stvara rijeku Cooper Creek. 
Barcoo ima slijev velik oko 8.782 km² koji se prostire po Queenslandu i služi kao pašnjak.

## Povezane stranice
- Jezero Eyre
- Cooper Creek
- Popis najdužih rijeka na svijetu

## Vanjske poveznice
- Cooper Creek na portalu Encyclopædia Britannica (engl.)